# بين لوسون
بين لوسون (بالإنجليزية: Ben Lawson)‏ هو ممثل أسترالي، ولد في 6 فبراير 1980 في أستراليا.

## وصلات خارجية
- بين لوسون على موقع IMDb (الإنجليزية)
- بين لوسون على موقع قاعدة بيانات الفيلم (الإنجليزية)